# 萩田帆風
萩田 帆風（はぎた ほのか、2000年9月29日 - ）は、日本の元女性アイドル、元女優であり、SUPER☆GiRLSの元メンバー。愛称は、ぴぴ、ほのかちゃん。
静岡県磐田市出身。芸能活動時はエイベックス・マネジメントに所属していた。

## 略歴
2017年12月、日本一かわいい女子高生を決める『女子高生ミスコン2017-2018』で中部エリア代表となり、翌2018年3月、同ミスコンの全国大会で準グランプリ・フリュー賞を受賞した。なお『女子高生ミスコン2016-2017』にも応募しており、書類審査に合格したものの面接を受けずに辞退している。このミスコン受賞を機に事務所に所属し、2018年10月、『週刊プレイボーイ』（集英社）で水着グラビアに初挑戦、2019年2月には舞台『女優たちのための冬の夜の夢』に出演した。
2021年6月12日にZepp DiverCity(Tokyo)で行われた『SUPER☆GiRLS 11th Anniversary 〜Cha11enge〜』で、竹内ななみ、田中想とともにSUPER☆GiRLS 5期メンバーとしてお披露目された。グループ加入後も、『bis LEADERS』や『Valmuer』などファッションモデルとして活動したり、『週プレ PHOTO BOOK』や『FLASH デジタル写真集』などグラビアモデルとして活動していた。
2023年8月、以前より治療を要する疾患が見つかり芸能活動と並行して治療を行っていたことを公表し、療養に専念するためSUPER☆GiRLSとしての活動を休止することを発表した。2024年2月28日、治療に専念するためSUPER☆GiRLSを卒業し芸能活動を終了することを報告、同月末をもって芸能活動を終了した。

## 人物
SUPER☆GiRLS内の担当カラー（超絶カラー）はスウィート・オレンジ（橙色）。名前の由来は、「帆船のように強い風が吹いても決めた道を進んでいけるように」。加入時の愛称「ほのぴぴ」の由来は、『女子高生ミスコン 2017-2018』にニックネームでエントリーするとき、地元で呼ばれていた「ぴぴ」と名前を合わせて「ほのぴぴ」とした。好きな食べ物はラーメン、唐揚げ、焼肉、アイス、シュークリーム、フルーツ。得意料理は麻婆豆腐。特技は幼少期から習っていた空手（全空連初段）、習字（毛筆2段、硬筆3段）、アルバイトで身に付けたラーメンの湯切りなどがある。

## 出演

### テレビ番組
- FC東京ビバパラダイス（2019年8月 - 、J:COMチャンネル） - サブリポーター[19][20]
- あおざくら 防衛大学校物語 第3話（2019年11月15日、MBS）
- 板金娘（2020年10月17日 - 2021年9月、J:COMチャンネル） - アシスタントMC[21][22]
- 全力坂（2022年3月9日・4月12日、EX）[23][24]

### ラジオ
- K-mix FOOO NIGHT ピンソバ（2018年8月21日、K-mix） - 代理パーソナリティ[25]

### 舞台
- LIVEDOG GIRLS『女優たちのための冬の夜の夢』（2019年2月16日 - 24日、新宿村LIVE） - Wキャスト[8]

### CM
- SNOW「一眼スタンプ『デート編』」（2018年）[26]

### WEB
- アオハル♥LINE（2018年、AbemaTV）[27]
- 板金娘・アイドル編（2021年10月 - 2022年12月、YouTube）[28]

### その他
- 『ラーメン女子博 in 静岡2019』サポーター（2019年4月19日 - 29日）[29]
- 『キラチャレ2019』関東地区予選 MC（2019年9月15日）[30]
- 静岡県磐田市一日消防長（2020年2月27日）[31]
- 『bis LEADERS』1期生（2021年11月 - 2022年）[10][32]
- 『Valmuer』シーズンモデル（2021年12月）[11]

## 書籍

### デジタル写真集
- 週プレ PHOTO BOOK（集英社）
  - 萩田帆風「ほのぴぴ」（2018年12月14日）[33]
  - 萩田帆風「ほのぴぴ日和」（2021年1月22日）[34]
  - 萩田帆風「21歳のほのぴぴ」（2021年10月18日）[12]
  - 萩田帆風「夏の風、恋する海」（2023年6月5日）[3]
- FLASH デジタル写真集（光文社）
  - 萩田帆風「ほのかに、恋心」（2022年8月30日）
- ヤングチャンピオンデジグラ（秋田書店）
  - 萩田帆風「蒼の煌めき」（2022年12月1日）